# Aristide Compagnoni
Aristide Compagnoni   (Santa Caterina Valfurva, 26 de juliol de 1910 - 1995) va ser un esquiador de fons italià que va competir durant les dècades de 1930 i 1940.
Era germà dels també esquiadors Severino i Ottavio Compagnoni. El 1948 va prendre part en la competició de patrulla militar, precursor del biatló, als Jocs Olímpics d'Hivern de Sankt Moritz, on finalitzà en quarta posició.
En el seu palmarès destaquen dues medalles de bronze al Campionat del Món d'esquí nòrdic, el 1937 i 1939, així com dos campionats nacionals.